# 聖瑪利亞 (烏蘇盧坦省)
聖瑪利亞（西班牙語：Santa María），是薩爾瓦多的城鎮，位於該國東南部，由烏蘇盧坦省負責管轄，面積11.90平方公里，海拔高度93米，2007年人口10,731，人口密度每平方公里901.76人。
13°21′N 88°26′W / 13.350°N 88.433°W